# Phryganophilus auritus
Phryganophilus auritus är en skalbaggsart som beskrevs av Victor Ivanovitsch Motschulsky 1860. Phryganophilus auritus ingår i släktet Phryganophilus, och familjen brunbaggar. Arten har ej påträffats i Sverige.